# 圣雷斯蒂蒂
圣雷斯蒂蒂（法語：Saint-Restitut，法語發音：[sɛ̃ ʁɛstity]）是法国德龙省的一个市镇，位于该省西南部，属于尼永斯区。

## 地理
圣雷斯蒂蒂（44°19'54"N, 4°47'24"E）面积14.48 平方千米，位于法国奥弗涅-罗讷-阿尔卑斯大区德龙省，该省份为法国东南部内陆省份，北起顺时针与伊泽尔省、上阿尔卑斯省、上普罗旺斯阿尔卑斯省、沃克吕兹省和阿尔代什省接壤。
与圣雷斯蒂蒂接壤的市镇（或旧市镇、城区）包括：克朗赛、圣保罗三堡城、索莱里约、叙兹拉鲁斯、博莱讷。

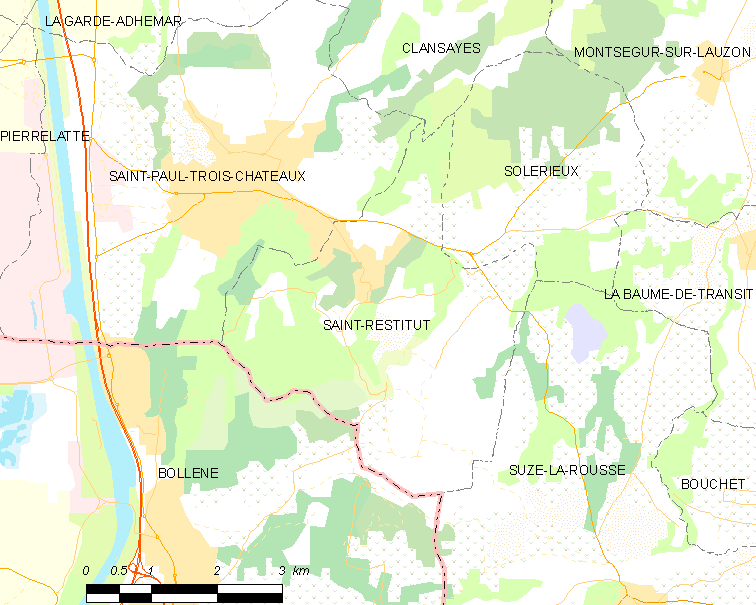
圣雷斯蒂蒂的OSM定位图

圣雷斯蒂蒂的时区为UTC+01:00、UTC+02:00（夏令时）。

## 行政
圣雷斯蒂蒂的邮政编码为26130，INSEE市镇编码为26326。

## 政治
圣雷斯蒂蒂所属的省级选区为特里卡斯坦县。

## 人口

1962-2008年间圣雷斯蒂蒂人口变化图示

圣雷斯蒂蒂于2022年1月1日时的人口数量为1450人。